# Вікодин
Вікодин  — комбінований знеболюючий засіб з фіксованою дозою, що містить комбінацію парацетамолу (ацетамінофену) та гідрокодону. Вперше він був представлений на фармацевтичному ринку США в 1978 році.
Гідрокодон, що міститься у Вікодині, належить до класу лікарських препаратів, які називаються опіоїдними (наркотичними) анальгетиками, та до класу лікарських засобів, які називаються протикашльовими препаратами. Парацетамол — менш сильний знеболюючий засіб, який посилює дію гідрокодону.

## Застосування
Вікодин використовується для полегшення сильного болю (болю, який має певну причину і зникне, коли причина болю буде усунута) у людей, яким необхідні опіоїдні знеболюючі препарати і симптоми яких неможливо контролювати за допомогою альтернативних знеболюючих засобів.
Таблетки Вікодину зазвичай приймають кожні 4-6 годин за необхідності. Під час лікування лікар повинен коригувати дозу Вікодину відповідно до знеболення та побічних ефектів, і його не слід приймати більше або частіше, ніж призначено. Не слід припиняти прийом Вікодину без консультації з лікарем, оскільки при раптовому припиненні прийому Вікодину можуть виникнути симптоми відміни, такі як тривога, сльозоточивість, нежить, позіхання, пітливість, озноб, м'язові болі, дратівливість, болі в спині або суглобах, слабкість, спазми шлунка, труднощі із засипанням або продовженням сну, нудота, втрата апетиту, блювання, діарея, прискорене дихання або серцебиття. Лікар, швидше за все, поступово зменшить дозу знеболюючого.
Пероральна доза Вікодину 30—45 мг приблизно еквівалентна 30 мг морфіну.

## Лікарський ефект та протипоказання
Не слід приймати цей препарат, якщо застосовувались інгібітори МАО протягом останніх 14 днів, оскільки може виникнути небезпечна лікарська взаємодія. До інгібіторів МАО належать ізокарбоксазид, лінезолід, фенелзин, разагілін, селегілін і транілципромін.
Наявність парацетамолу в препараті обмежує максимальну добову дозу з урахуванням ймовірності накопичення парацетамолу в токсичних концентраціях. Не можна приймати інші лікарські засоби, що містять парацетамол, одночасно з цим препаратом (багато безрецептурних препаратів містять парацетамол), оскільки надмірна кількість парацетамолу може бути дуже небезпечною і спричинити ураження печінки. При тривалому застосуванні гідрокодон може викликати звикання, спричиняючи психічну та фізичну залежність, що може призвести до симптомів відміни, якщо лікування раптово припинити. Однак, як правило, важких симптомів відміни можна уникнути, поступово зменшуючи дозу протягом певного періоду часу, перш ніж повністю припинити лікування.
Гідрокодон може уповільнити або зупинити дихання. Цей препарат ніколи не слід застосовувати у великих кількостях або довше, ніж призначено лікарем.

## Побічна дія
У деяких людей Вікодин може викликати такі побічні ефекти: нечітке мислення; алергічні реакції; депресія центральної нервової системи; ненормально щасливий або ненормально сумний настрій; біль у правій верхній частині живота, втрата апетиту, світлі випорожнення, темно-жовта або коричнева сеча, пожовтіння шкіри або очей, незвична слабкість або втомлюваність; низька функція надниркових залоз: нудота, блювання; низький кров'яний тиск: запаморочення, відчуття слабкості, розмиття зору; почервоніння, пухирі, лущення шкіри, у тому числі в ротовій порожнині; а також: запор, сухість у роті, головний біль, біль у шлунку.
Передозування викликає наступні симптоми: синюватий колір нігтів і губ (ціаноз); проблеми з диханням, в тому числі повільне, ускладнене чи неглибоке дихання; холодна, липка шкіра; зниження рівня свідомості та відсутність реакції; сплутаність свідомості; втрата свідомості; запаморочення; сонливість; низький кров'яний тиск; м'язові посмикування; нудота і блювання; судоми; спазми шлунку та кишківника; загальна слабкість; слабкий пульс. У разі хронічного застосування високих доз парацетамолу може розвинутися печінкова та ниркова недостатність, що проявляється пожовтінням очей або шкіри (жовтяниця).

## Торгові марки комбінованих продуктів
Allay® (містить ацетамінофен, гідрокодон); Anexsia® (містить ацетамінофен, гідрокодон); Azdone® (містить аспірин, гідрокодон); Bancap HC® (містить ацетамінофен, гідрокодон); Co-Gesic® (містить ацетамінофен, гідрокодон); Hycodan® (містить гоматропін, гідрокодон); Hy-Phen® (містить ацетамінофен, гідрокодон); Lorcet® (містить ацетамінофен, гідрокодон); Lorcet Plus® (містить ацетамінофен, гідрокодон); Lortab® (містить ацетамінофен, гідрокодон); Norco® (містить ацетамінофен, гідрокодон); Reprexain® (містить гідрокодон, ібупрофен); Rezira® (містить гідрокодон, псевдоефедрин); TussiCaps® (містить хлорфенірамін, гідрокодон); Tussionex® (містить хлорфенірамін, гідрокодон); Вікодин® (містить ацетамінофен, гідрокодон); Вікодин ЕС® (містить ацетамінофен, гідрокодон); Вікодин НР® (містить ацетамінофен, гідрокодон); Вікопрофен® (містить гідрокодон, ібупрофен); Vituz® (містить хлорфенірамін, гідрокодон); Zutripro® (містить хлорфенірамін, гідрокодон, псевдоефедрин); Zydone® (містить ацетамінофен, гідрокодон).

## Вікодин в кіно
- Головний герой серіалу «Доктор Хаус» лікар Грегорі Хаус має залежність від Вікодину через постійні болі у нозі, спричинені тромботичним інфарктом м'язів стегна.
- У фільмі Марсіянин головний герой підмішує Вікодин у картоплю, щоб замінити кетчуп.